# LATAM 아르헨티나
LATAM 아르헨티나(영어: LATAM Argentina)는 아르헨티나의 항공사로 총 14개 노선을 취항하고 있다. 본사는 아르헨티나 부에노스아이레스 위치해 있으며 2005년에 설립했다. 또한 사용하고 있는 허브 공항으로 아에로파르케 호르헤뉴베리, 미니스토로 피스타리니 국제공항이 있다.

## 운항 노선
- 2012년 7월 기준으로 LATAM 아르헨티나는 다음과 같은 노선을 운항하고 있다.

## 보유 기종
- 2019년 9월 기준으로 LATAM 아르헨티나는 다음과 같은 기종을 보유하고 있으며 현재 보유하는 기종은 LATAM 칠레에서 운항하고 있다.[2]

## 사진

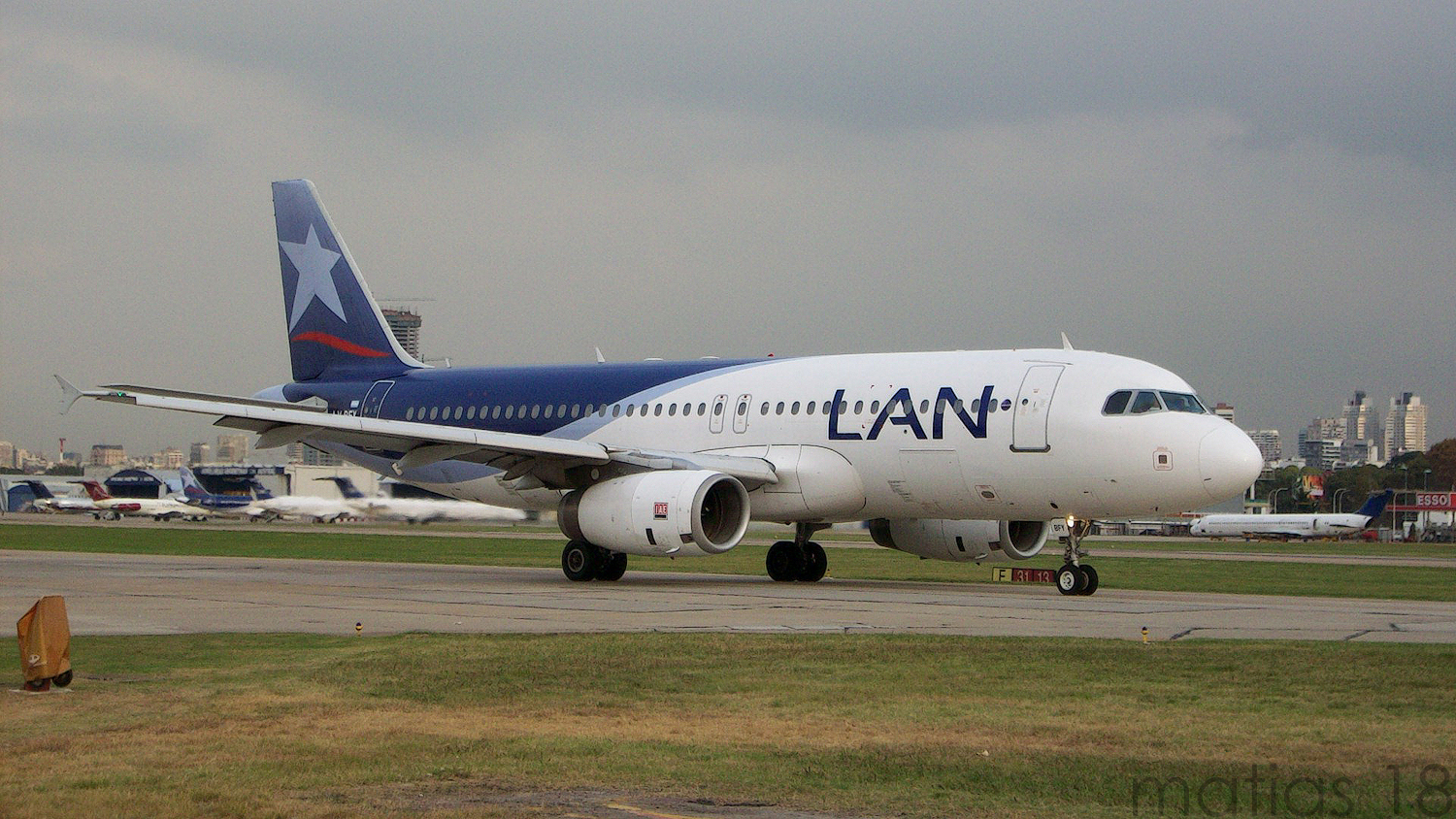
LATAM 아르헨티나의 에어버스 A320-200
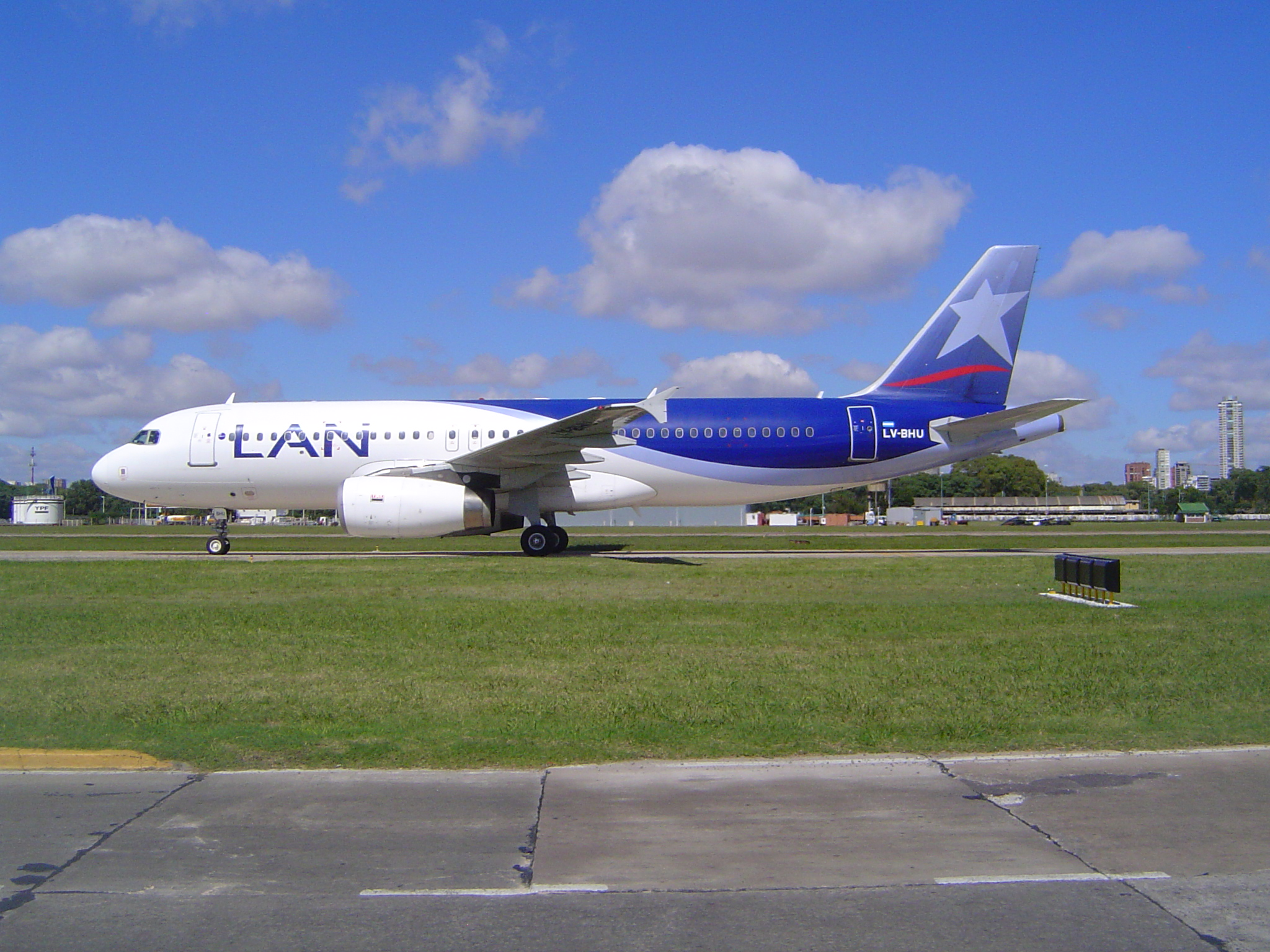
LATAM 아르헨티나의 에어버스 A320-200